# Осек (община Света Троица в Словенских горицах)
Вижте пояснителната страница за други значения на Осек.
Осек (на словенски: Osek) е село в Словения, Подравски регион, община Света Троица в Словенских горицах. Според Националната статистическа служба на Република Словения през 2002 г. селото има 367 жители.